# Fabian (papież)
Fabian (cs. священномученик Фавий, папа римский; ur. w Rzymie, zm. 20 stycznia 250 tamże) – 20. papież w okresie od 10 stycznia 236 do 20 stycznia 250 roku, męczennik, święty Kościoła katolickiego i Cerkwi prawosławnej.

## Życiorys
Był Rzymianinem; następcą papieża Antera. Euzebiusz relacjonuje, jak to chrześcijanie, zgromadzeni w Rzymie by wybrać nowego biskupa Rzymu, widzieli gołębicę jaśniejącą nad głową Fabiana, obcego w mieście, który właśnie w ten sposób został wyznaczony do tej godności. Od razu został ogłoszony biskupem, chociaż wśród zebranych było wielu znanych kandydatów na papieża.
Św. Fabian zginął śmiercią męczeńską podczas prześladowań za panowania cesarza Trajana Decjusza, miało to miejsce 20 stycznia 250, a pochowany został w katakumbach świętego Kaliksta, gdzie w 1854 archeolog Giovanni De Rossi znalazł jego pomnik, a w 1915 odkryto jego sarkofag w bazylice św. Sebastiana, na którym znajdował się napis z X wieku.
Według Liber Pontificalis podzielił Rzym na diakonie i ustanowił 7 subdiakonów, którym nakazał spisywać czyny męczenników i dane o nich. Zadbał także o porządki na cmentarzach kościelnych i wprowadził do nich zarządców. Zwołał synod biskupów, na którym uchwalono potrzebne dekrety.
Pontyfikat św. Fabiana był bardzo ważny w historii młodego Kościoła. Był doceniany przez Cypriana, biskupa Kartaginy.
Podczas jego pontyfikatu, na skutek prześladowań ze strony Decjusza, rozpoczęła się wielka emigracja z Rzymu, dając początek pustelniczemu życiu.
Wspomnienie liturgiczne w Kościele katolickim obchodzone jest 20 stycznia, natomiast w Cerkwi prawosławnej – 5/18 sierpnia, tj. 18 sierpnia według kalendarza gregoriańskiego.